# Jake Burton Carpenter
Jake Burton Carpenter (ur. 29 kwietnia 1954 w Nowym Jorku, zm. 20 listopada 2019) – amerykański snowboardzista i założyciel Burton Snowboards. Jeden z twórców współczesnego kształtu snowboardów.
Burton urodził się w Nowym Jorku, ale dorastał w Cedarhurst w stanie New York. Po ukończeniu szkoły Marvelwood w Connecticut, zapisał się na Uniwersytet Kolorado w Boulder. Jako zapalony narciarz miał nadzieję wstąpienia do uniwersyteckiej drużyny narciarskiej, lecz jego wyczynowa kariera narciarska skończyła się, gdy w wyniku wypadku samochodowego złamał obojczyk. Po kilku latach z dala od college’u Burton podjął na nowo studia na Uniwersytecie Nowojorskim, gdzie uzyskał dyplom z ekonomii w 1977 r. Przez jakiś czas pracował w niewielkiej firmie inwestycyjnej i znów zainteresował się sportami zimowymi. Wkrótce przeniósł się do Londonderry w stanie Vermont, gdzie osiągnął mistrzostwo w jeździe na snurferze (deska z przymocowanym do niej sznurkiem mającym za zadanie umożliwić podstawową kontrolę nad nią) i zaczął prace nad prototypem własnej, bardziej zaawansowanej wersji deski snowboardowej. W 1979 r. rozpoczął sprzedaż swoich snowboardów, a w 1981 przeniósł się do Manchester, gdzie produkował deski i inne akcesoria we własnym domu.  Jego snowboardy były wykonane z giętego, wielowarstwowego drewna i wyposażone w wiązania. Firma Burton Snowboards stała się z czasem jednym z największych producentów sprzętu snowboardowego. W połowie lat osiemdziesiątych otwarta została pierwsza europejska filia w Innsbrucku.
Burton miał żonę Donnę oraz trójkę synów. Donna Burton zarządzała europejską częścią przedsiębiorstwa i przejęła zarządzanie firmą po śmierci męża.
Jake Burton zmarł 20 listopada 2019 roku w wyniku powikłań związanych z nawrotem raka.